# Élections professionnelles dans l'Éducation nationale
Les élections professionnelles de l'Éducation nationale ont pour but de désigner les délégués des personnels au sein des CAP (commissions administratives paritaires) nationales (CAPN), académiques (CAPA) et départementales (CAPD), et, depuis 2011, les représentants des personnels au sein des comités techniques (CT) académiques et ministériels.

## Organisation
Depuis 2014, elles ont lieu tous les quatre ans, comme dans l'ensemble de la fonction publique française. C'est un vote à un tour.
La participation aux élections professionnelles est un baromètre de représentativité qui permet aux syndicats de salariés de peser dans les négociations avec leurs employeurs.
En 2011, le vote pour les élections professionnelles a eu lieu pour la première fois par internet pour la très grande majorité des personnels dépendant du ministère de l'Éducation nationale (mais pas de l'enseignement supérieur) provoquant une chute importante de la participation de 61  % à 38 % soit moins 23 points, (de 475 664 en 2008 à 349 339 en 2011). Cette modalité de vote a été reproduite en 2014.

## Comités sociaux d'administration
Le Comité social d'administration (CSA) est l'instance nationale où sont représentées toutes les catégories de personnels (plus d'un million d'électeurs en 2022). 15 sièges sont à pourvoir tous les 4 ans. Il est institué par la loi de transformation de la fonction publique (2019). Les premières élections se déroulent en 2022. Il remplace le CTM.

### Taux de participation
| Année | Nombre d'inscrits | Nombre de votants | Bulletins blancs | Votes exprimés |
| ----- | ----------------- | ----------------- | ---------------- | -------------- |
| 2022  | 1 052 419         | 418 846 (39,8 %)  | 14 737           | 404 109        |
| 2018  | 1 023 211         | 436 321 (42,64 %) | 24 619           | 411 702        |
| 2014  | 990 278           | 413 259 (41,73 %) | 26 110           | 387 149        |
| 2011  | 957 034           | 368 858 (38,54 %) | 19 519           | 349 339        |

### Élection de 2022
| Organisations syndicales    | Nombre de voix | Pourcentage | Nombre de sièges |
| --------------------------- | -------------- | ----------- | ---------------- |
| Nombre d'inscrits           | 1 052 419      |             | 15               |
| Nombre de votants           | 418 846        | 39,8 %      |                  |
| Votes blancs                | 14 737         | 3,52 %      |                  |
| FSU                         | 137 580        | 34,05 %     | 6                |
| UNSA Éducation              | 78 289         | 19,37 %     | 3 (-1)           |
| FNEC-FP-FO                  | 56 778         | 14,05 %     | 2                |
| Sgen-CFDT                   | 31 533         | 7,8 %       | 1                |
| CGT Éduc’action             | 26 843         | 6,64 %      | 1                |
| SNALC (FA-FP)               | 25 105         | 6,21 %      | 1                |
| SUD Éducation               | 20 553         | 5,09 %      | 1 (+1)           |
| SNE-CSEN                    | 9 725          |             | 0                |
| Action&Démocratie (CFE-CGC) | 5 932          |             | 0                |
| SNCL-SIES-SAGES             | 3 596          |             | 0                |
| CFTC                        | 1 962          |             | 0                |
| autres (6 organisations)    | 6 213          |             | 0                |
| Total des votes exprimés    | 404 109        | 100 %       |                  |

## Comités techniques

### Comité technique ministériel
Le Comité technique ministériel (CTM) est l'instance nationale où sont représentées toutes les catégories de personnels (plus d'un million d'électeurs en 2018). 15 sièges sont à pourvoir tous les 4 ans.
Le résultat du vote détermine la représentativité des différentes organisations syndicales à l'Éducation nationale. 

#### Taux de participation
| Année | Nombre d'inscrits | Nombre de votants | Bulletins blancs | Votes exprimés |
| ----- | ----------------- | ----------------- | ---------------- | -------------- |
| 2018  | 1 023 211         | 436 321 (42,64 %) | 24 619           | 411 702        |
| 2014  | 990 278           | 413 259 (41,73 %) | 26 110           | 387 149        |
| 2011  | 957 034           | 368 858 (38,54 %) | 19 519           | 349 339        |

#### Élection de 2018
| Organisations syndicales | Nombre de voix | Pourcentage | Nombre de sièges |
| ------------------------ | -------------- | ----------- | ---------------- |
| Nombre d'inscrits        | 1 023 221      |             | 15               |
| Nombre de votants        | 426 321        | 42,64 %     |                  |
| Votes blancs             | 24 619         | 5,64 %      |                  |
| FSU                      | 143 743        | 34,91 %     | 6                |
| UNSA Éducation           | 88 936         | 21,60 %     | 4                |
| FNEC-FP-FO               | 56 242         | 13,66 %     | 2                |
| Sgen-CFDT                | 34 593         | 8,40 %      | 1                |
| CGT Éduc’action          | 25 265         | 6,14 %      | 1                |
| SNALC - SNE              | 24 817         | 6,03 %      | 1                |
| SUD Éducation            | 19 601         | 4,76 %      | 0                |
| SNCL, SIES, SAGES (FAEN) | 4 852          | 1,18 %      | 0                |
| CFE-CGC                  | 4 464          | 1,09 %      | 0                |
| SNPTES                   | 2 381          | 0,58 %      | 0                |
| CFTC                     | 2 098          | 0,51 %      | 0                |
| autres (6 organisations) | 4 710          | 1,14 %      | 0                |
| Total des votes exprimés | 411 702        | 100 %       |                  |

#### Élection de 2014
| Organisations syndicales | Nombre de voix | Pourcentage | Nombre de sièges |
| ------------------------ | -------------- | ----------- | ---------------- |
| Nombre d'inscrits        | 990 278        |             | 15               |
| Nombre de votants        | 413 259        | 41,73 %     |                  |
| Votes blancs             | 26 110         | 6,32 %      |                  |
| FSU                      | 137 425        | 35,5 %      | 6 (-1)           |
| UNSA Éducation           | 84 751         | 21,9 %      | 4 (=)            |
| FNEC-FP-FO               | 52 579         | 13,6 %      | 2 (+1)           |
| Sgen-CFDT                | 34 342         | 8,9 %       | 1 (=)            |
| CGT Éduc’action          | 21 300         | 5,5 %       | 1 (=)            |
| SNALC - SNE - FGAF       | 21 152         | 5,5 %       | 1 (+1)           |
| SUD Éducation            | 20 302         | 5,2 %       | 0 (-1)           |
| FAEN                     | 4 075          | 0,98 %      | 0                |
| @venir.écoles CFE-CGC    | 2 838          | 0,73 %      | 0                |
| CFTC EPR                 | 2 072          | 0,54 %      | 0                |
| autres (7 organisations) | 6 313          | 1,63 %      | 0                |
| Total des votes exprimés | 387 149        | 100 %       |                  |

#### Élection de 2011
- Nombre d'électeurs : 957 034
- Nombre de suffrages : 368 858 (38,54 %)
- Votes blancs (aucun nul) : 19 519 (5,29 %)
- Total des votes exprimés : 349 339
| Organisations syndicales    | Nombre de voix | Pourcentage | Nombre de sièges |
| --------------------------- | -------------- | ----------- | ---------------- |
| FSU                         | 141 914        | 40,62 %     | 7                |
| UNSA Éducation              | 72 397         | 20,72 %     | 4                |
| FNEC-FP-FO                  | 35 245         | 10,09 %     | 1                |
| Sgen-CFDT                   | 34 907         | 9,99 %      | 1                |
| CGT Éduc’action             | 22 598         | 6,47 %      | 1                |
| SUD Éducation               | 20 241         | 5,79 %      | 1                |
| CSEN-FGAF-FAEN-SCENRAC-CFTC | 16 485         | 4,72 %      | 0                |
| @venir.écoles CFE-CGC       | 1 717          | 0,49 %      | 0                |
| SNCA-EIL                    | 1 383          | 0,40 %      | 0                |
| STC                         | 1 019          | 0,29 %      | 0                |
| UDAS                        | 879            | 0,25 %      | 0                |
| ASAMEN                      | 554            | 0,16 %      | 0                |

## Commissions administratives paritaires

### CAPN des personnels enseignants (premier et second degré)
| Syndicats                         | 2008    | 2008  | 2005    | 2005  | 2002    | 2002  | 1999    | 1999  |
| Syndicats                         | Voix    | %     | Voix    | %     | Voix    | %     | Voix    | %     |
| --------------------------------- | ------- | ----- | ------- | ----- | ------- | ----- | ------- | ----- |
| FSU (dont SNES, SNUipp, SNEP...)  | 219 211 | 46,73 | 212 835 | 46,60 | 217 415 | 45,43 | 232 665 | 49,17 |
| UNSA éducation (SE-UNSA)          | 68 975  | 14,70 | 68 452  | 14,55 | 68 888  | 14,39 | 83 167  | 17,58 |
| SGEN-CFDT                         | 41 686  | 8,89  | 41 813  | 9,20  | 54 346  | 11,37 | 54 736  | 11,57 |
| FNEC FP-FO (dont SNUDI et SNFOLC) | 31 793  | 6,78  | 31 828  | 6,97  | 33 753  | 7,05  | 35 917  | 7,59  |
| CSEN (dont SNE et SNALC)          | 26 083  | 5,56  | 26 732  | 5,88  | 29 092  | 6,08  | 25 874  | 5,47  |
| SUD Éducation                     | 28 237  | 6,02  | 24 831  | 5,46  | 22 833  | 4,77  | 15 590  | 3,29  |
| UNSEN-CGT                         | 20 180  | 4,30  | 17 905  | 3,94  | 16 552  | 3,46  | 14 723  | 3,11  |
| EIL (dont SNETAA)                 | 13 419  | 2,86  | 14 055  | 3,09  | 15 348  | 3,21  |         |       |
| FAEN (dont SNEP et SNCL)          | 6 542   | 1,40  | 7 112   | 1,56  | 8 761   | 1,83  | 1 542   | 0,33  |
| CGC (dont Avenir et CNGA)         | 3 673   | 0,78  | 4 572   | 1,01  | 4 222   | 0,88  | 3 088   | 0,65  |
| SCENRAC-CFTC                      | 4 423   | 0,94  | 4 350   | 0,96  | 4 221   | 0,88  | 3 446   | 0,73  |
| Divers                            | 4 863   | 1,40  | 2 599   | 0.57  | 3 050   | 0,64  | 2 445   | 0,51  |
| Total                             | 475 664 | 100   | 478 232 | 100   | 473 193 | 100   |         |       |

### CAPN desinspecteurs de l'Éducation nationale
| Syndicats  | 2006 | 2006  | 2006   | 2003 | 2003  | 2003   |
| Syndicats  | Voix | %     | Sièges | Voix | %     | Sièges |
| ---------- | ---- | ----- | ------ | ---- | ----- | ------ |
| SI.EN-UNSA | 962  | 71,26 | 4      | 854  | 71,05 | 4      |
| SNPI-FSU   | 216  | 16,00 | 1      | 191  | 15,89 | 1      |
| SGEN-CFDT  | 172  | 12,74 | 0      | 157  | 13,06 | 0      |

### CAPN des personnels administratifs (adjoints, SASU, attachés, CASU)
| Syndicats  | 2007   | 2007  | 2004 | 2004  |
| Syndicats  | Voix   | %     | Voix | %     |
| ---------- | ------ | ----- | ---- | ----- |
| A&I-UNSA   | 23 582 | 50,50 |      | 48,70 |
| SNASUB-FSU | 10 970 | 23,50 |      | 22,80 |
| FO         | 3 998  | 8,60  |      | 10,00 |
| SGEN-CFDT  | 3013   | 6,40  |      | 7,00  |
| CGT        | 2 904  | 6,20  |      | 8,40  |
| SUD        | 706    | 1,50  |      | 1,30  |
| Autres     | 1 544  | 3,30  |      | 2,80  |